# دانييلا بيشتوفا
دانييلا بيشتوفا (بالتشيكية: Daniela Peštová)‏ (من مواليد 14 أكتوبر 1970) عارضة أزياء تشيكية. ولدت في تبليس ، جمهورية التشيك ، واكتشفها دومينيك كافين من وكالة ماديسون للنمذجة. كانت لديها خطط للالتحاق بكلية بعد مدرسة القواعد بعد فوزها في مسابقة النمذجة وانتقلت إلى باريس للتوقيع مع وكالة ماديسون للنمذجة. انتقلت إلى نيويورك وأخذت حياتها المهنية.
تشتهر دانييلا بيستوفا بعملها في إصدار سبورتس إلسترايتد سويم سوت وعروض الملابس الداخلية فيكتوريا سيكريت. ظهرت على أغلفة في إصدار سبورتس اليستريتد سويم سووت ايشيوز في الأعوام 1995 و 2000 و 2006 وظهرت بانتظام في إصدارات ملابس السباحة لأكثر من عقد من الزمان. ظهرت بيشتوفا أيضا في ثلاثة عروض أزياء سيكريت فيكتوريا بين عامي 1998 و 2001 وحصلت على لقب فيكتوريا سيكريت آنجل في عام 1998. كما كرمت أغلفة المجلات البارزة التي تركز على الجسم مثل "جي كيو" ، "ماري كلير" ، "كوزموبوليتان" ، "غلامور" و "" شيب"و" فيتنيس"و" بيكيني. "في عام 1994 ، وقعت مع لوريال لتكون عارضتها الناطقة بلسانها ، وفي عام 1997 ، وقعت مع Victoria Secret. حصلت بيشتوفا على لقب" The Chameleon "لـ قدرتها على تغيير مظهرها باستمرار.

## الحياة الشخصية
تزوجت بيشتوفا من توماسو بوتي (المدير التنفيذي السابق من فاشن كافيه) في عام 1995 ، لكنهما انفصلا في عام 1998. وكان للزوجين ابن ، يانيك فاوستو (مواليد 1996).

## روابط خارجية
- دانييلا بيشتوفا على موقع IMDb (الإنجليزية)
- دانييلا بيشتوفا على موقع إن إن دي بي (الإنجليزية)
- دانييلا بيشتوفا على موقع قاعدة بيانات الفيلم (الإنجليزية)
- دانييلا بيشتوفا على موقع دليل عارضات الأزياء (الإنجليزية)

}}